# Лисунов, Николай Иванович
Николай Иванович Лисунов (1 мая 1920, Лебедин — 1 июля 1971, Киев) — советский офицер, Герой Советского Союза, в годы Великой Отечественной войны командир взвода 7-й стрелковой роты 465-го стрелкового полка 167-й Сумской Краснознамённой стрелковой дивизии 38-й армии Воронежского фронта, младший лейтенант.

## Биография
Родился в городе Лебедин ныне Сумской области в семье рабочего. В 1936 окончил 8 классов средней школы. Работал в городе Дзержинск Донецкой области машинистом на шахте и в то же время обучался в Дзержинском аэроклубе.
В ряды Красной Армии вступил в июне 1941 года. Был курсантом Чугуевской школы военных лётчиков, в 1944 — окончил курсы усовершенствования офицерского состава. Принимал участие в боях Великой Отечественной войны с января 1942 года. Командир взвода 7-й стрелковой роты 465-го стрелкового полка 167-й Сумской Краснознамённой стрелковой дивизии 38-й армии Воронежского фронта, младший лейтенант. Воевал на Воронежском и 1-м Украинском фронтах.
В результате трёх атак рота уничтожила под Вышгородом примерно 100 военнослужащих вермахта и 6 пулемётных точек. Сам Николай Лисунов особенно отличился, был ранен. В запасе с марта 1947 года. Проживал в Киеве, работал в качестве начальника снабжения на заводе железобетонных изделий. Похоронен на Лукьяновском военном кладбище.